# Holy Roller
Holy Roller (auch als The Immaculate Deception bekannt) ist der Spitzname eines kontroversen, siegbringenden Spielzuges der Oakland Raiders gegen die San Diego Chargers am 10. September 1978 im San Diego Stadium (heute SDCCU Stadium). Dieses Ereignis führte 1979 zu einer Änderung im Regelwerk der National Football League (NFL).

## Der Spielzug
Beim Stand von 14:20 und einer verbliebenen Spielzeit von zehn Sekunden, standen die Raiders 14 Yards vor der gegnerischen Endzone. Der Quarterback der Raiders, Ken Stabler, wurde nach dem Snap vom Linebacker der Chargers, Woodrow Lowe, an der 24-Yard-Linie gesackt. Stabler fumblete den Ball, welcher dann in Richtung Endzone rollte. Pete Banaszak, der Runningback der Raiders, versuchte den Ball an der 12-Yard-Linie zu sichern, schaffte dies jedoch nicht, sondern schubste den Ball nur weiter in Richtung Endzone. Tight End Dave Casper war der nächste Spieler, welcher versuchte den Ball zu sichern. Anfangs scheiterte auch er und stieß den Ball stattdessen in die Endzone, wo er sich dann auf den Ball warf und ihn nun sicherte und damit einen Touchdown erzielte. Nachdem Kicker Errol Mann den Point after Touchdown erzielt hatte, gewannen die Raiders mit 21:20.
Das Schiedsrichtergespann um Jerry Markbreit entschied, dass das Vorgehen von Banaszak und Casper regelkonform war, da es unmöglich festzustellen sei, ob sie den Ball absichtlich nach vorne schlugen, was regelwidrig gewesen wäre. Die National Football League (NFL) unterstützte die Entscheidung des Referees Jerry Markbreit, dass Stabler den Ball fumblete und keinen Vorwärtspass warf.
Allerdings geschah Stablers Fumble absichtlich. „Ich fumblete mit Absicht“ sagte er nach dem Spiel. Banaszak und Casper gaben auch zu, dass sie den Ball absichtlich in Richtung Endzone schlugen.

## Nachwirkungen
Als Reaktion auf den Holy Roller verabschiedete die NFL in der folgenden Off-Season eine Regel, welche die Rückeroberung eines Fumbles durch die Offense beschränkt. Wenn ein Spieler nach der Two-Minute Warning oder zu jeder Zeit während eines vierten Downs den Ball fumblet, so kann nur der fumbelnde Spieler den Ball zurückerobern und nach vorne bringen. Wenn ein Mitspieler des fumblenden Spielers den Ball erobert, so wird der Ball an den Ort des Fumbles platziert, außer der Fumble wird hinter dem Ort des Fumbles erobert, dann wird der Ball am Ort der Eroberung platziert. Diese Regel wird auch als Holy Roller rule (dt. Heilige Kullerball Regel) bezeichnet.
Diese Regel hatte einen wichtigen Anteil an der Niederlage der Green Bay Packers gegen die Buffalo Bills am 14. Dezember 2014. Direkt nach der Two-Minute Warning der zweiten Hälfte wurde Aaron Rodgers von Mario Williams der Ball aus der Hand geschlagen, dieser rollte in die Endzone von Green Bay und kam dort zum Stillstand. Packers Runningback Eddie Lacy nahm den Ball auf und versuchte mit diesem nach vorne zu rennen, aber der Schiedsrichter reagierte schnell und winkte mit den Händen über dem Kopf, um zu signalisieren, dass der Spielzug beendet ist. Nach Absprache mit dem Back Judge signalisierte er einen Safety für Buffalo. Der Schiedsrichterbeauftragte der NFL sagte, dass seit der Regeländerung die einzige Person, welche den Ball für Green Bay nach vorne hätte bringen können, der fumbelnde Spieler (Rodgers) selbst sei und das Safety somit korrekt gegeben wurde.